# ادمیرال ناوگان
آدمیرال ناوگان یا ژنرال پنج ستاره دومین درجهٔ نظامی در نیروهای مسلح ایالات متحده بعد از ژنرال شش‌ستاره و دومین درجهٔ ممکن عملیاتی در نیروی دریایی ایالات متحده می‌باشد.

## درجه‌های برابر
درجهٔ آدمیرال ناوگان، ویژهٔ نیروی دریایی ایالات متحده آمریکا می‌باشد و معادل آن در نیروی هوایی ایالات متحده آمریکا ژنرال نیروی هوایی است و همچنین معادل آن در نیروی زمینی ایالات متحده آمریکا ژنرال نیروی زمینی می‌باشد.
آدمیرال ناوگان، یک درجه بالاتر از ارتشبد است.

## نگارخانه